# Clémence Halbout
Clémence Halbout, née le 4 août 1990 à Fontainebleau, est une patineuse de vitesse française.

## Palmarès

### Championnats du monde
- Médaille d'argent en 10 000 m à points en 2015 (route)
- Médaille de bronze au marathon (42 km) en 2016 (route)
- Médaille de bronze au relais américaine (3 km) par équipe en 2019 (piste)